# Федеральний палац Швейцарії
Федеральний палац Швейцарії — будівля в місті Берн, столиці Швейцарії, в якій розташовуються парламент та виконавча гілка федерального уряду Швейцарії. Розташований на березі річки Ааре. Поділяється на центральну частину, ліве і праве крило. В центральній частині міститься парламент, а в обох крилах органи виконавчої влади. Інтер'єр будівлі щедро прикрашений мозаїками, картинами та скульптурами на теми історії, культури, географії та різноманітності Швейцарії.
Зали засідань двох палат парламенту, Ради кантонів та Національної ради розділені між собою Купольною залою, висота якої становить 33 метри. На куполі всередині Купольної зали є мозаїка, в центрі якої намальований герб Швейцарії та національний девіз Швейцарії «Unus pro omnibus, omnes pro uno» (Один за всіх і всі за одного), навколо них радіально розташовані герби 22 кантонів, які існували в 1902 році. Герб кантону Юра, який був створений в 1979 році, розміщений поза куполом окремо.
Назва будівлі німецькою та ретороманською мовами буквально перекладається як «Федеральний дім», французькою та італійською як «Федеральний палац». Над великий ордером зображена назва будівлі латинською мовою — «Curia Confœderationis Helveticæ», аби не писати назву всіма чотирма офіційними мовами.

## Історія
Після утворення Швейцарської конфедерації, на першому засіданні Федеральних зборів Швейцарії 28 листопада 1848 місто Берн було обране столицею (федеральним містом) новоутвореної конфедерації. Оскільки в Берні не було підходящих будівель, в яких могли би розміститися Федеральні збори та Федеральна адміністрація, то їм довелось знайти тимчасові рішення. Федеральна рада розміщувалась в Палаці Ерлахенгоф, Національна рада в музичній залі «Казіно» та іноді в Мерії Берна, Рада кантонів в будівлі «Rathaus zum Äusseren Stand».
В лютому 1849 почалися пошуки місця для побудови нової будівлі, в якій змогли би розміститися обидві палати парламенту, Федеральна рада та Федеральна канцелярія. Після цих пошуків, з багатьох варіантів було вибране місце в старій частині міста на березі річки Ааре, на якому стояла деревообробна фабрика поруч із казино. В 1852 році на цьому місці почалось спорудження західного крила будівлі. Після завершення будівництва та офіційного відкриття 5 червня 1857 року, там почав тимчасово розміщуватись парламент. В 1884 році було побудоване східне крило, яке виглядає симетрично до західного. В 1894 році почалось спорудження центральної частини відповідно до планів архітектора Ганса Ауера, яке закінчилося в 1902 році.

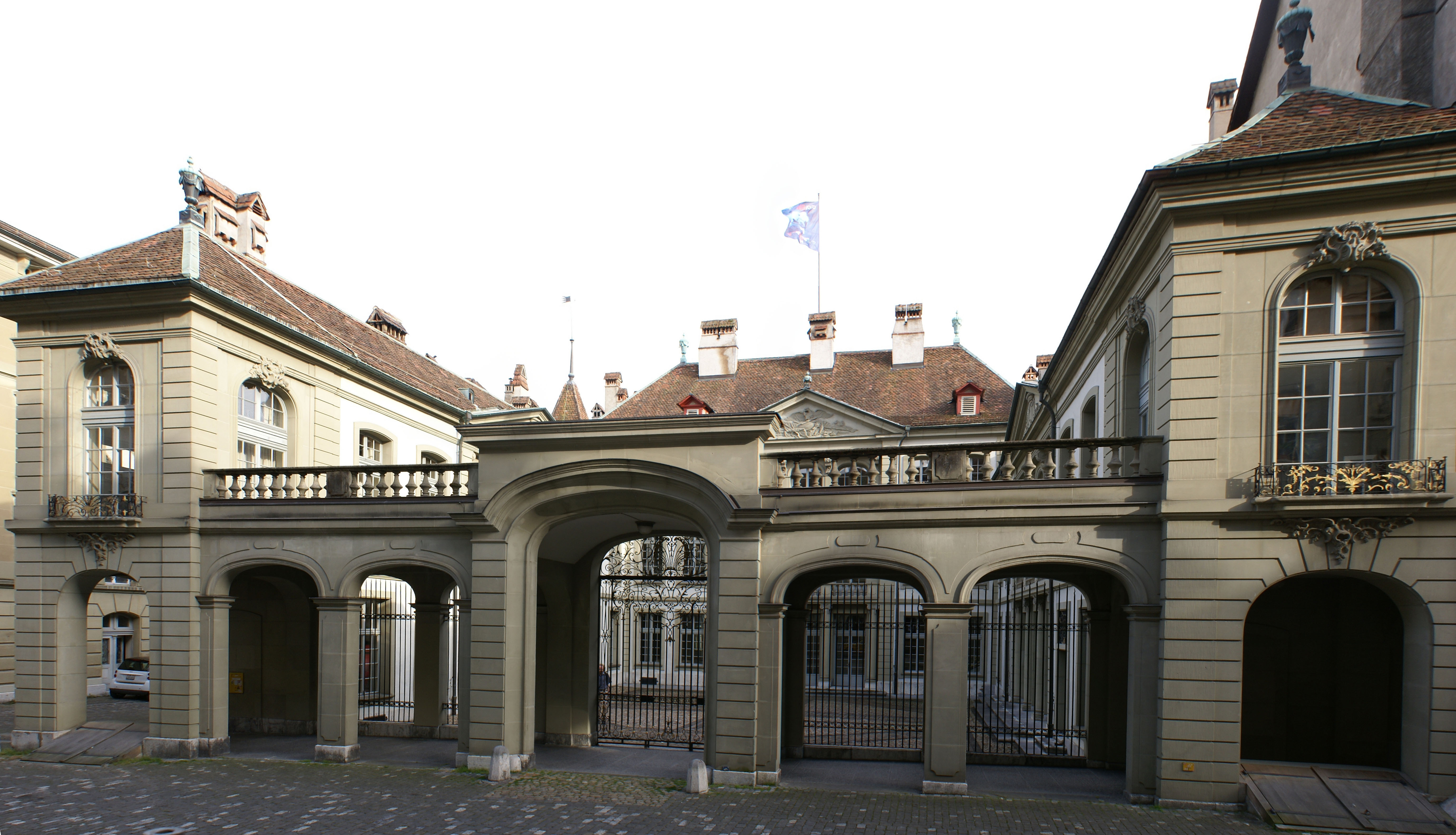
Палац Ерлахенгоф — резиденція Федеральної ради в 1848—1857.
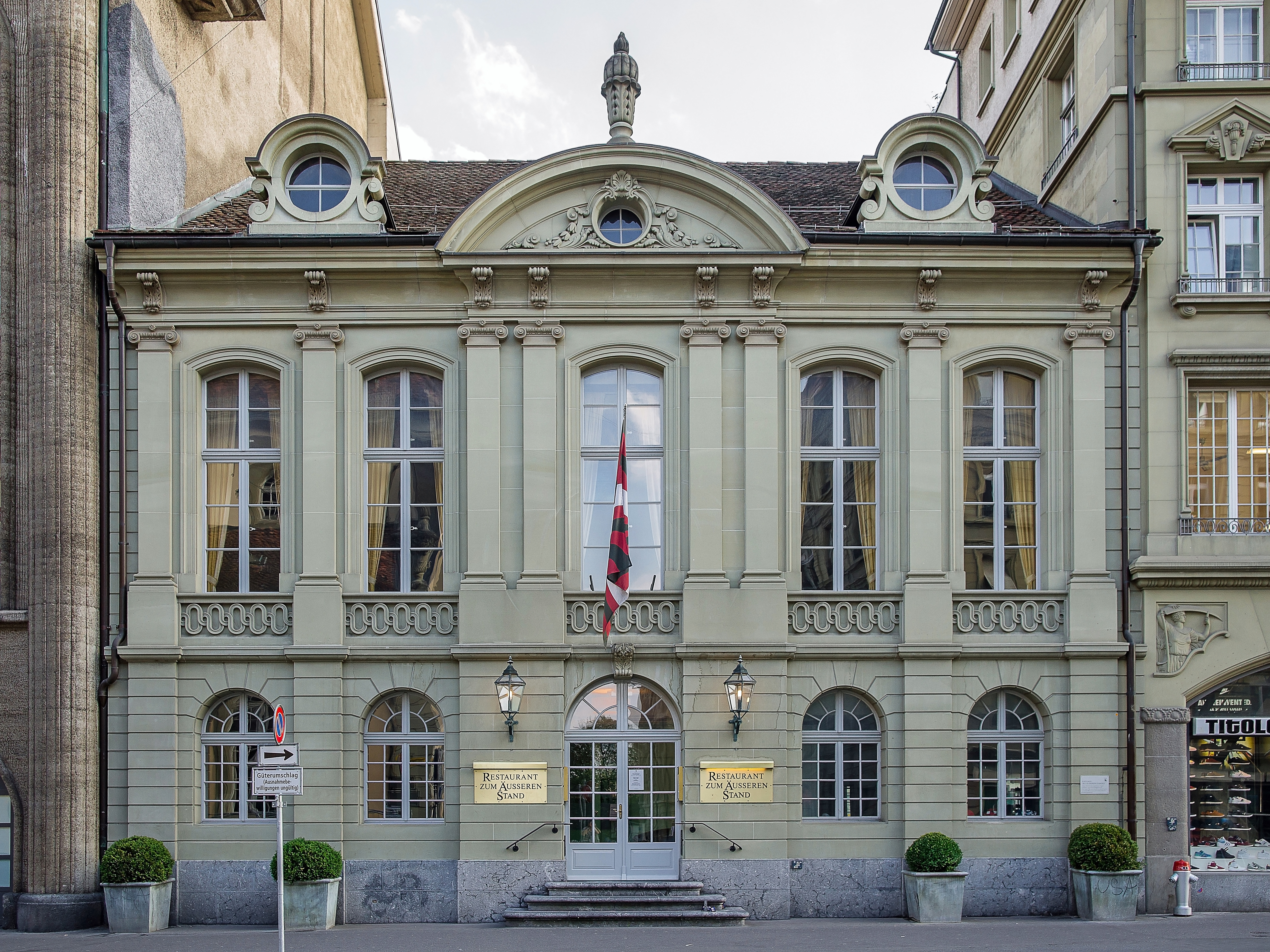
Будівля «Rathaus zum Äusseren Stand» — резиденція Ради кантонів в 1848—1858.

## Поділ
Центральна частина:
- Федеральні збори Швейцарії
  - Рада кантонів Швейцарії
  - Національна рада Швейцарії
- Купольна зала
- Центр для відвідувачів

Західне крило:
- Федеральна рада Швейцарії
- Федеральна канцелярія Швейцарії
- Федеральний департамент закордонних справ Швейцарії
- Федеральний департамент юстиції та поліції Швейцарії

Східне крило:
- Федеральний департамент економіки, освіти та досліджень Швейцарії
- Федеральний департамент оборони, захисту населення і спорту Швейцарії

## Галерея

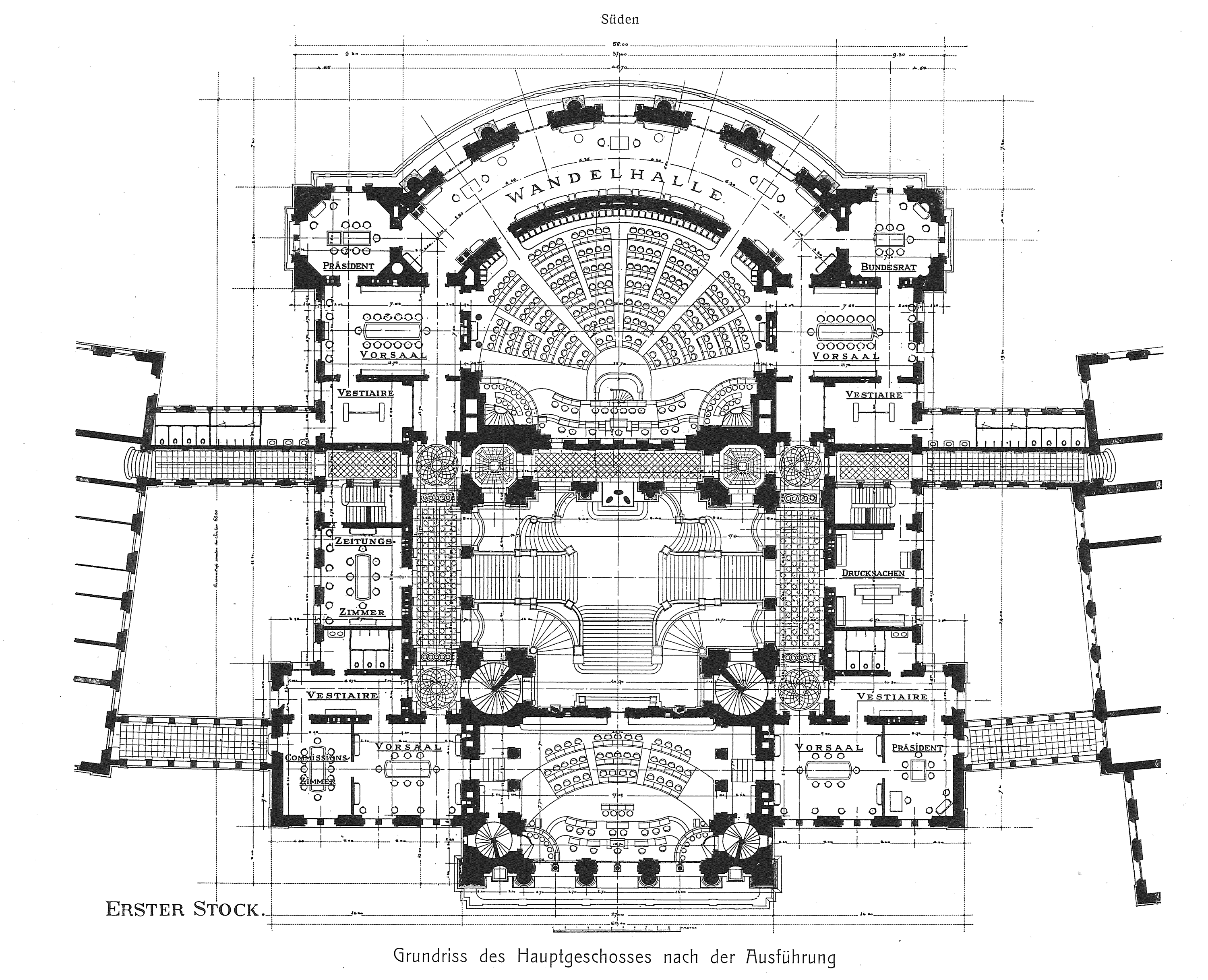
Архітектурний план центральної частини.
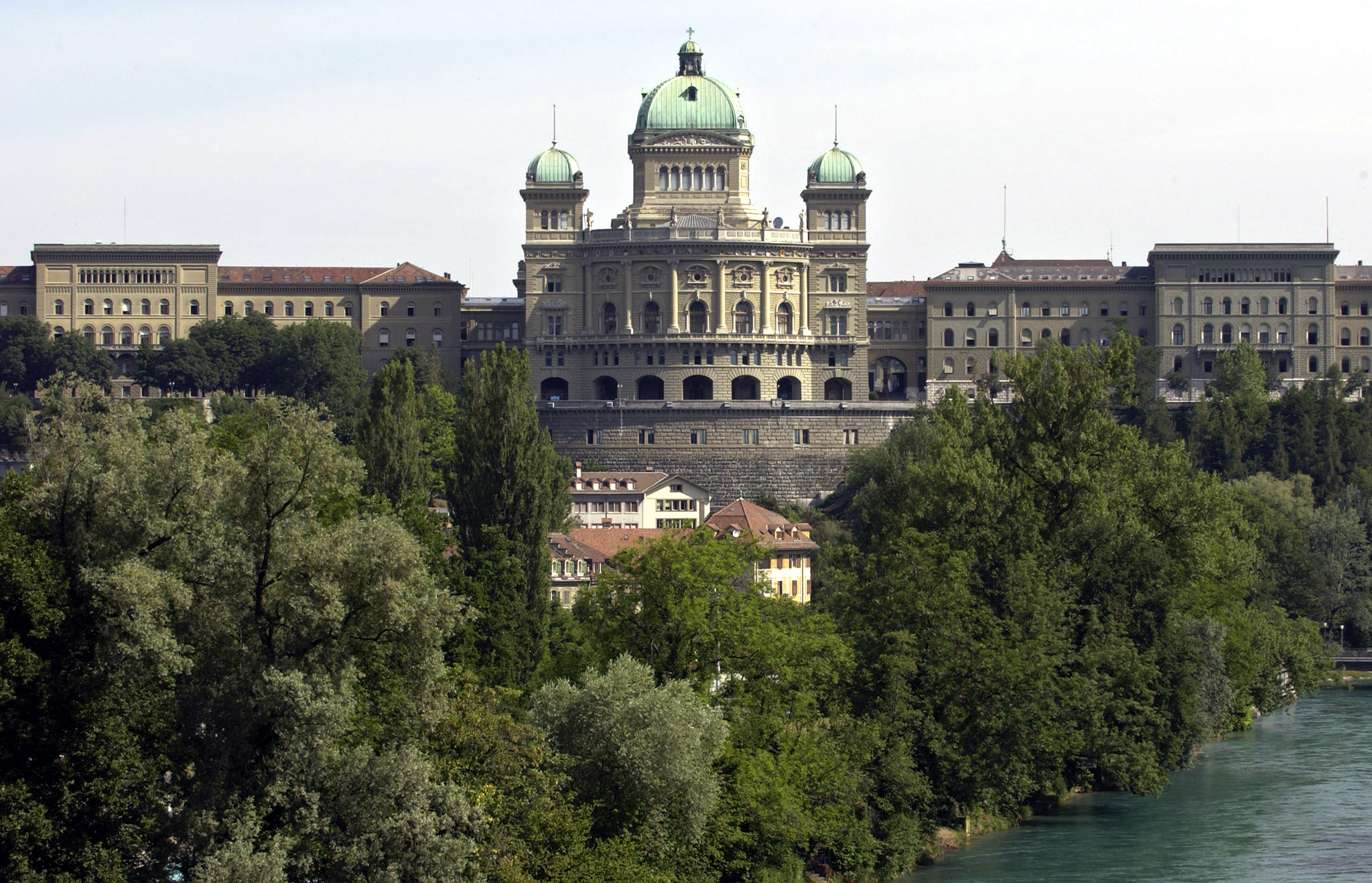
Південна частина палацу зі сторони річки Ааре.
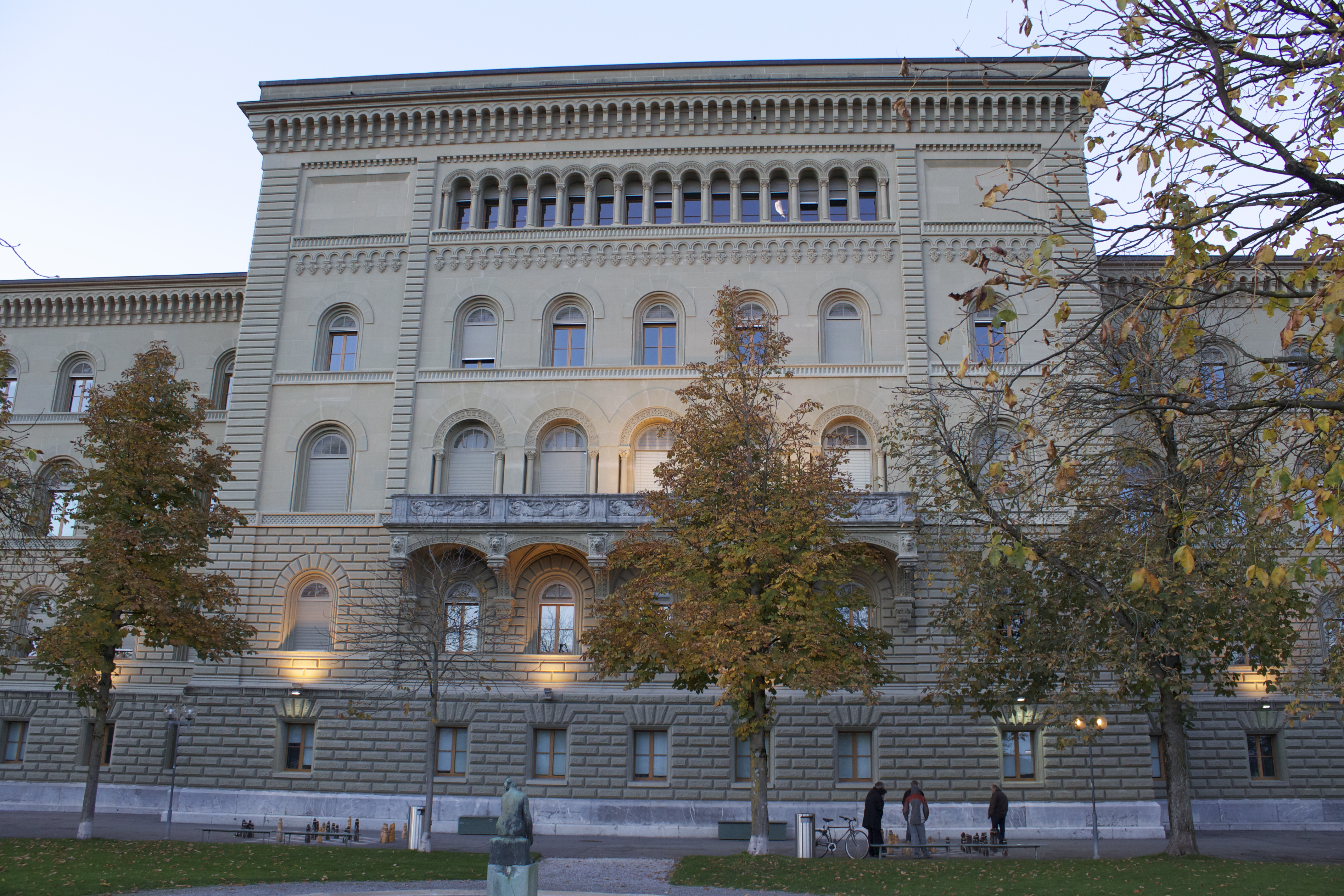
Західне крило.
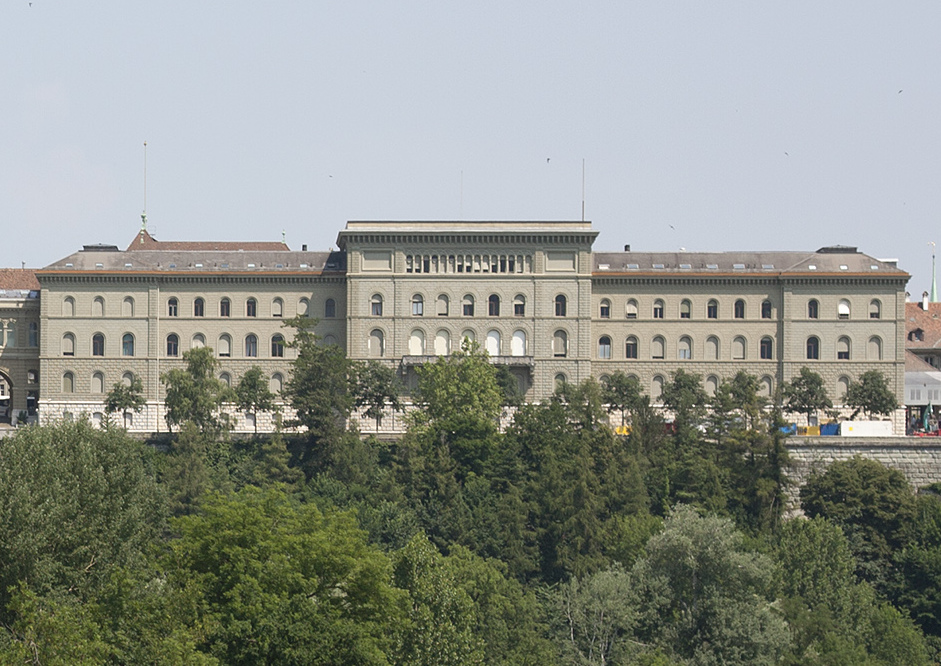
Східне крило.
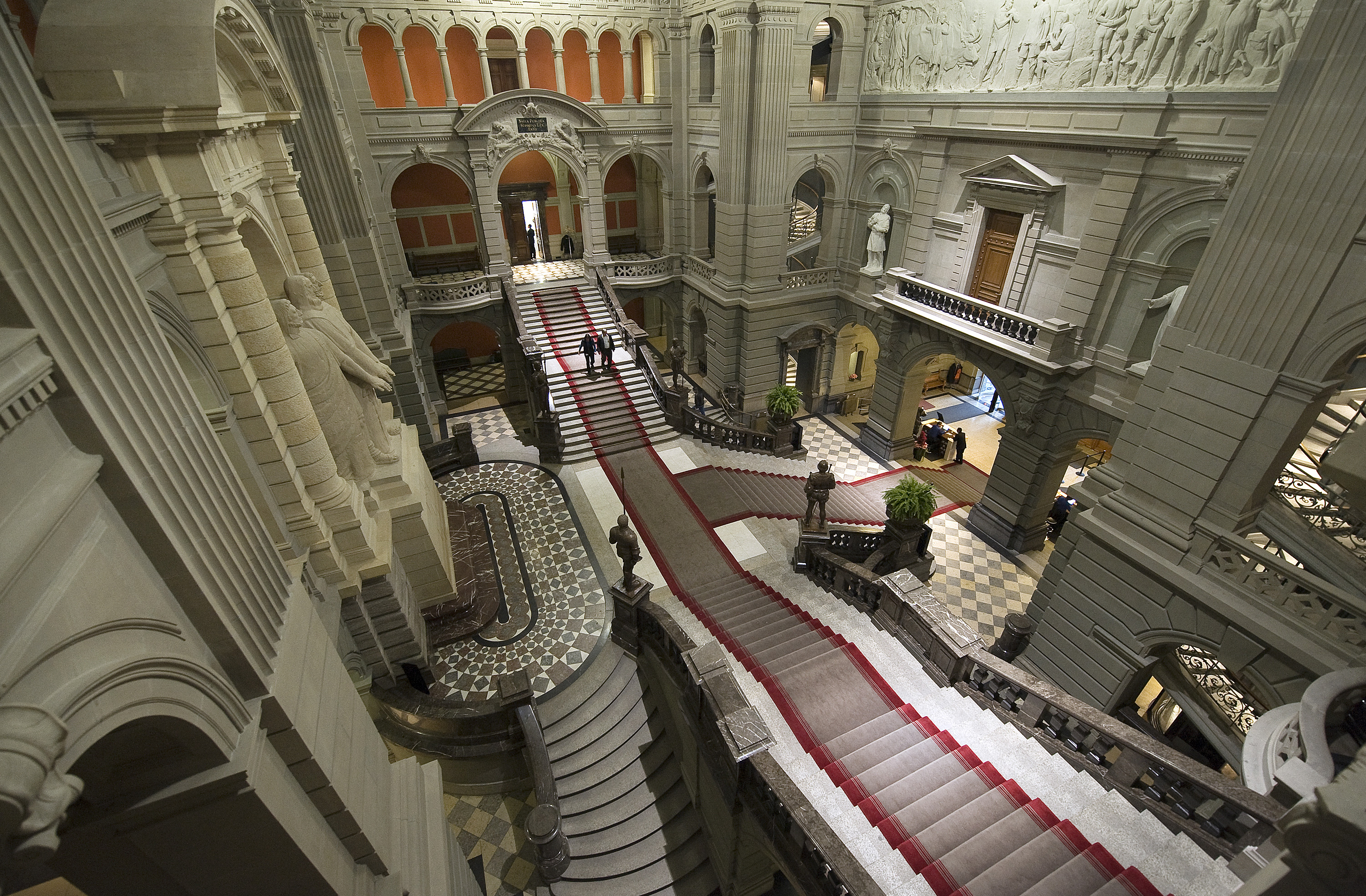
Купольна зала.
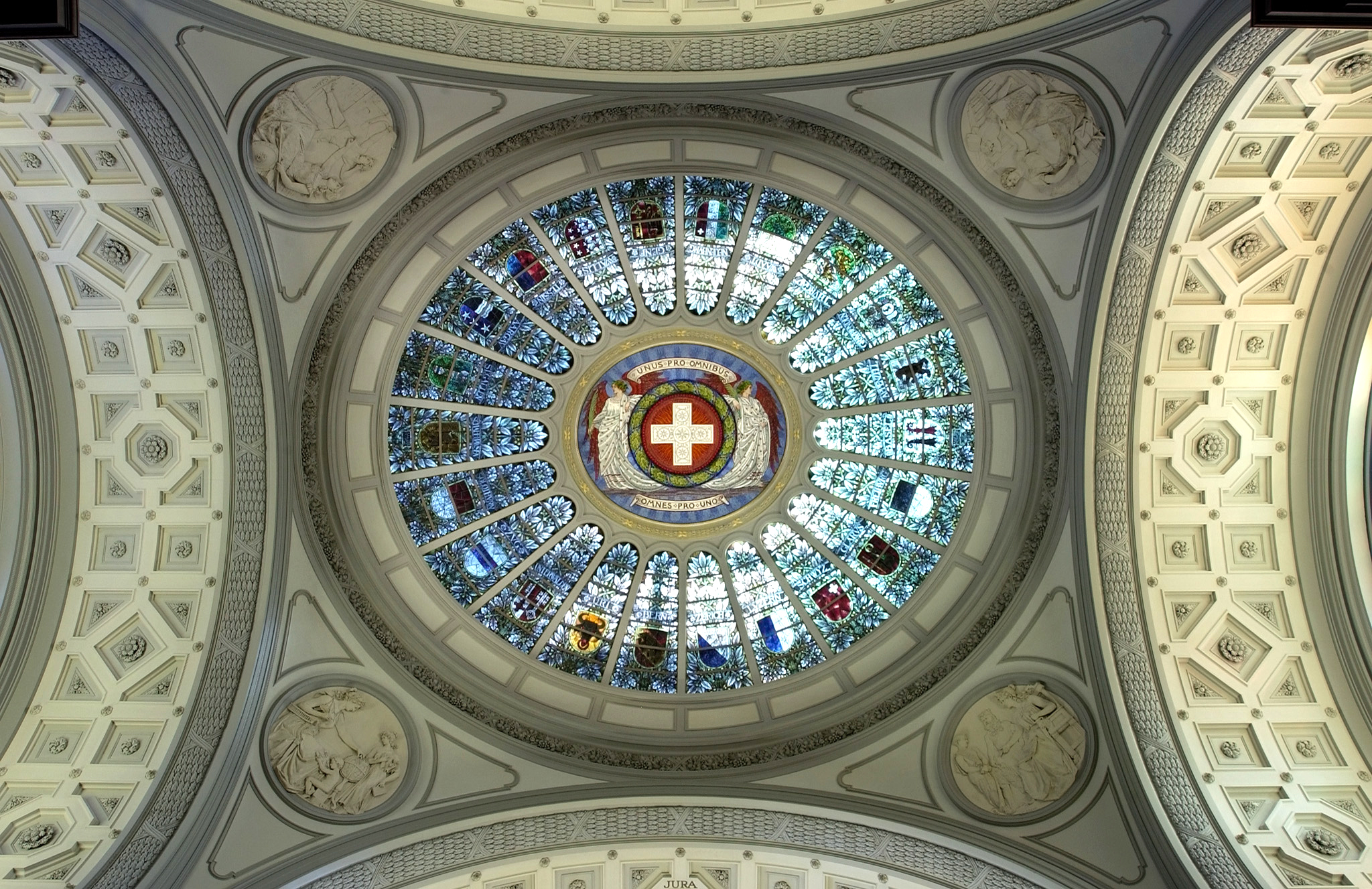
Купол в купольній залі із гербом Швейцарії та 22 кантонів. Юра можна побачити внизу.
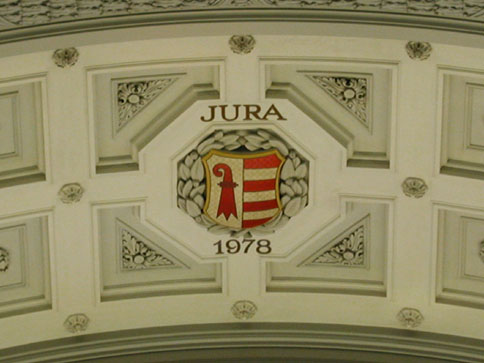
Герб кантону Юра поруч із куполом.
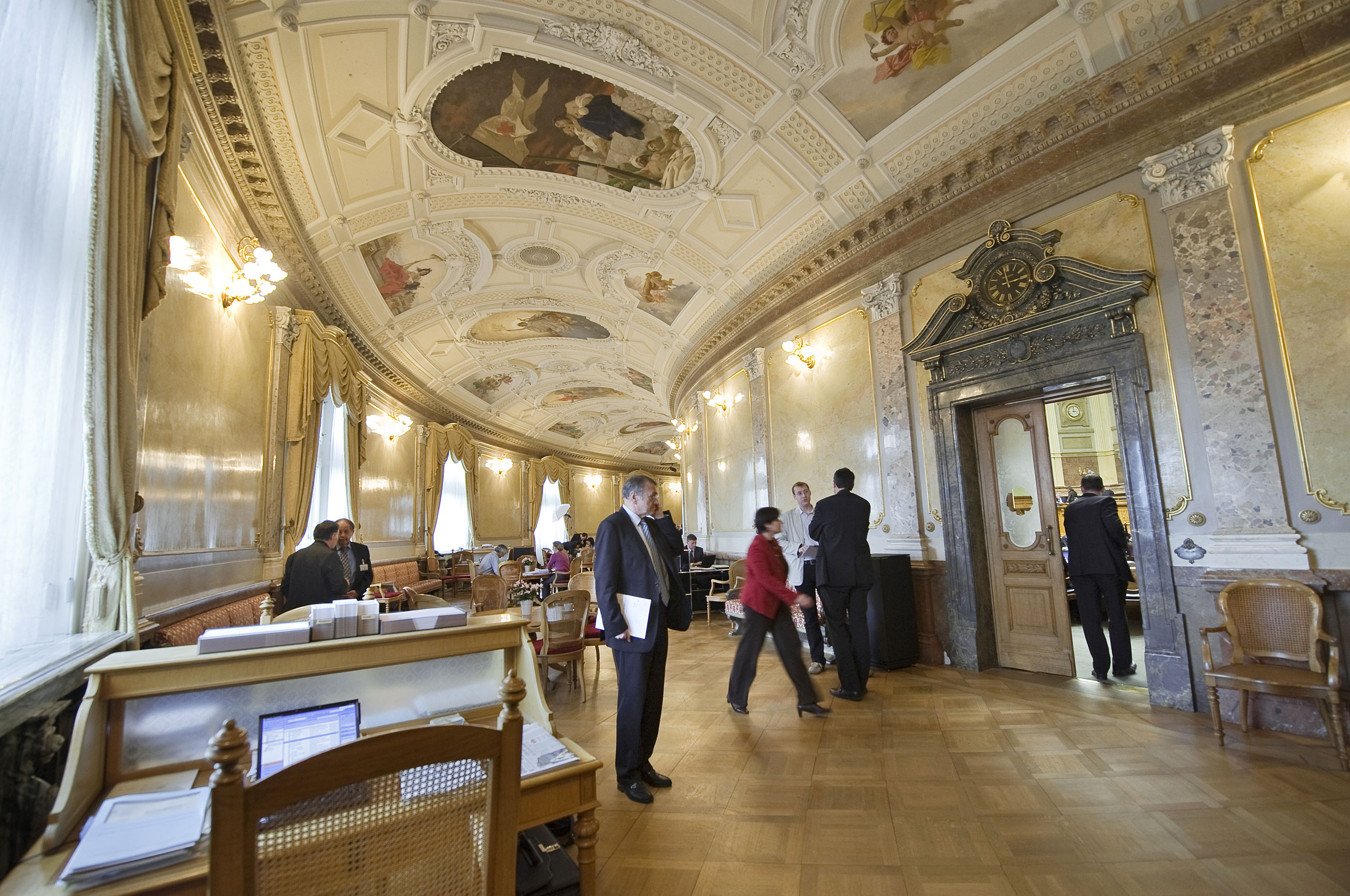
Кулуари.
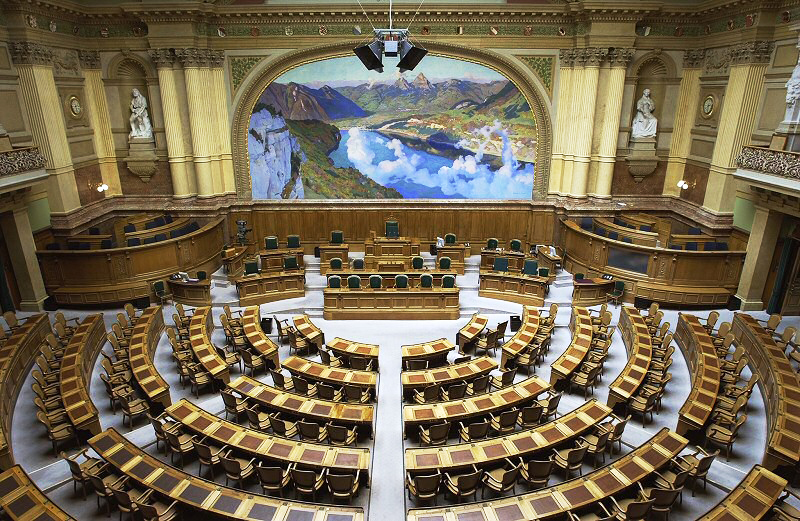
Зала засідань Національної ради.
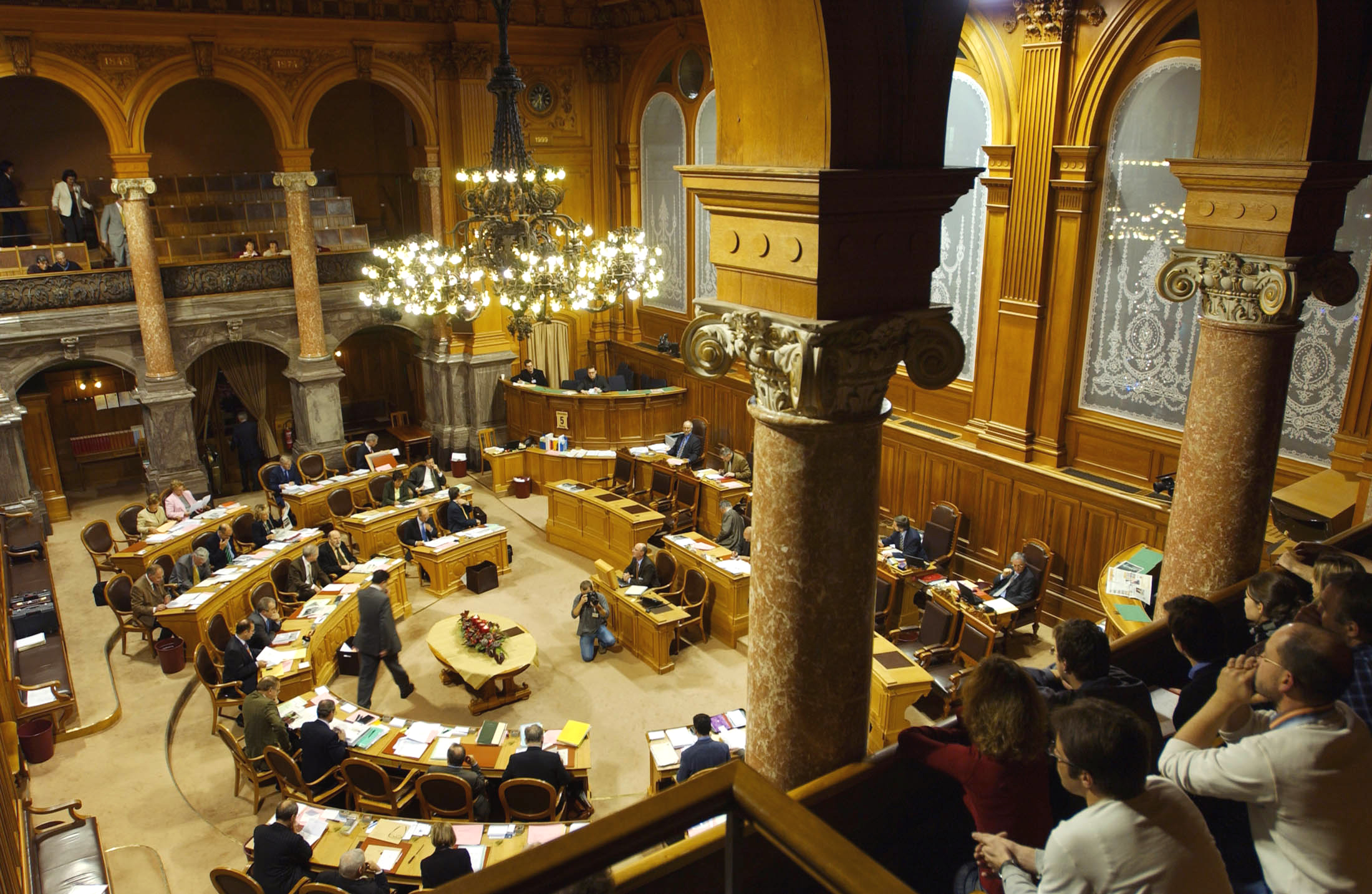
Зала засідань Ради кантонів.
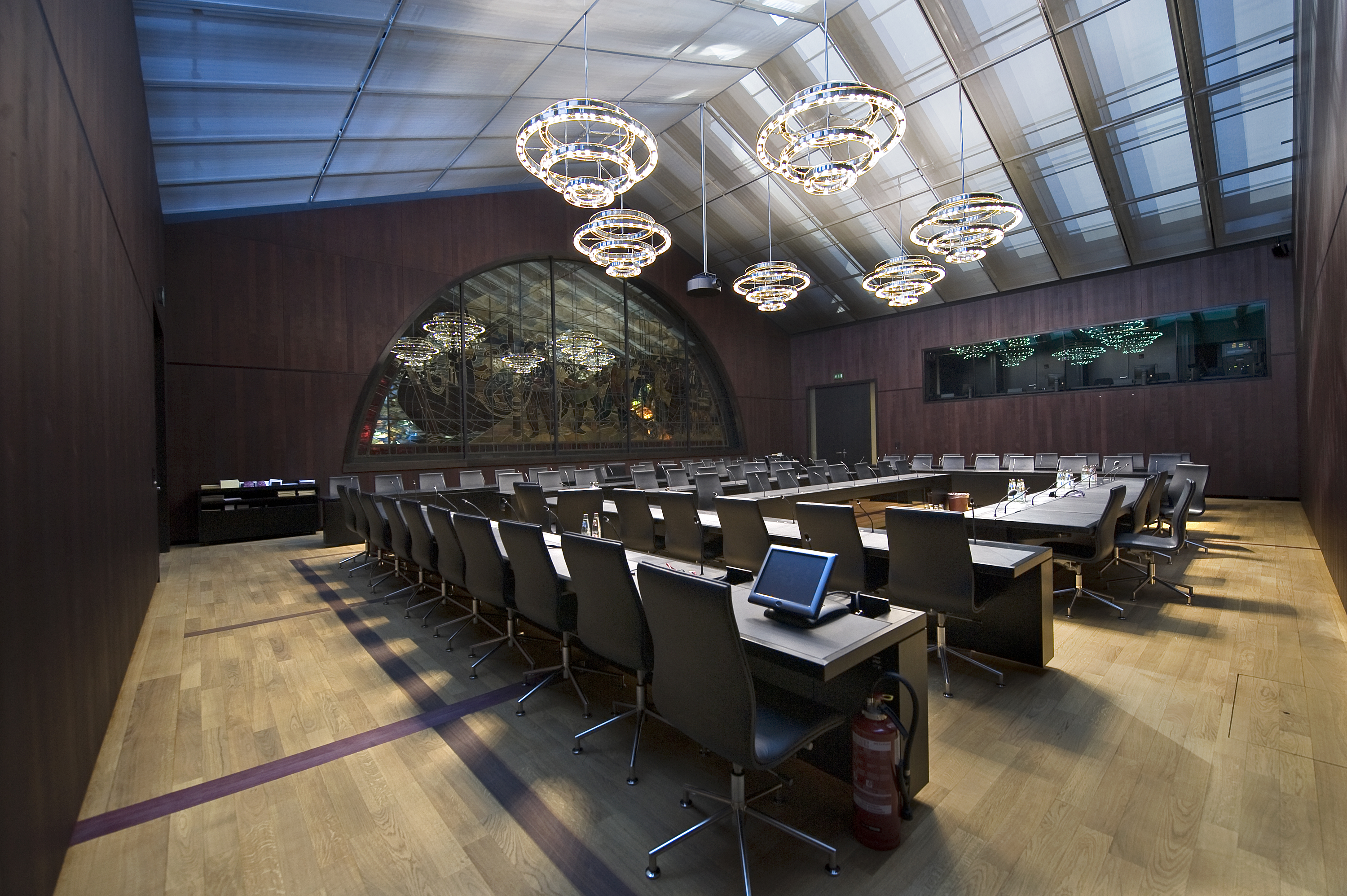
Зала засідань для політичних партій.
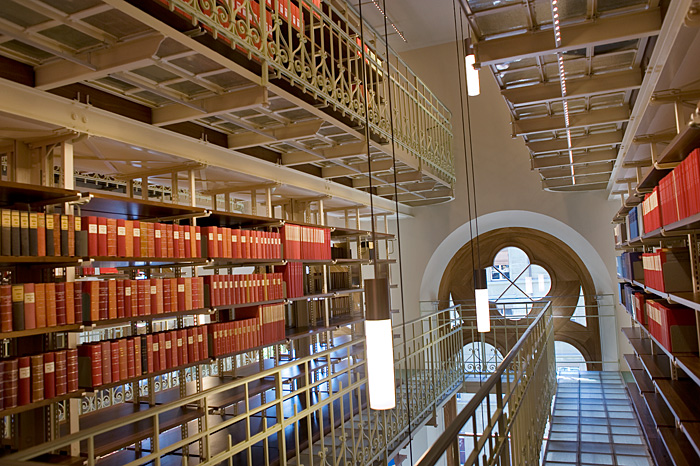
Парламентська бібліотека.
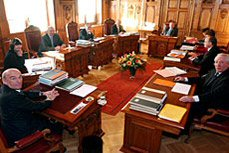
Зала засідань Федеральної ради.
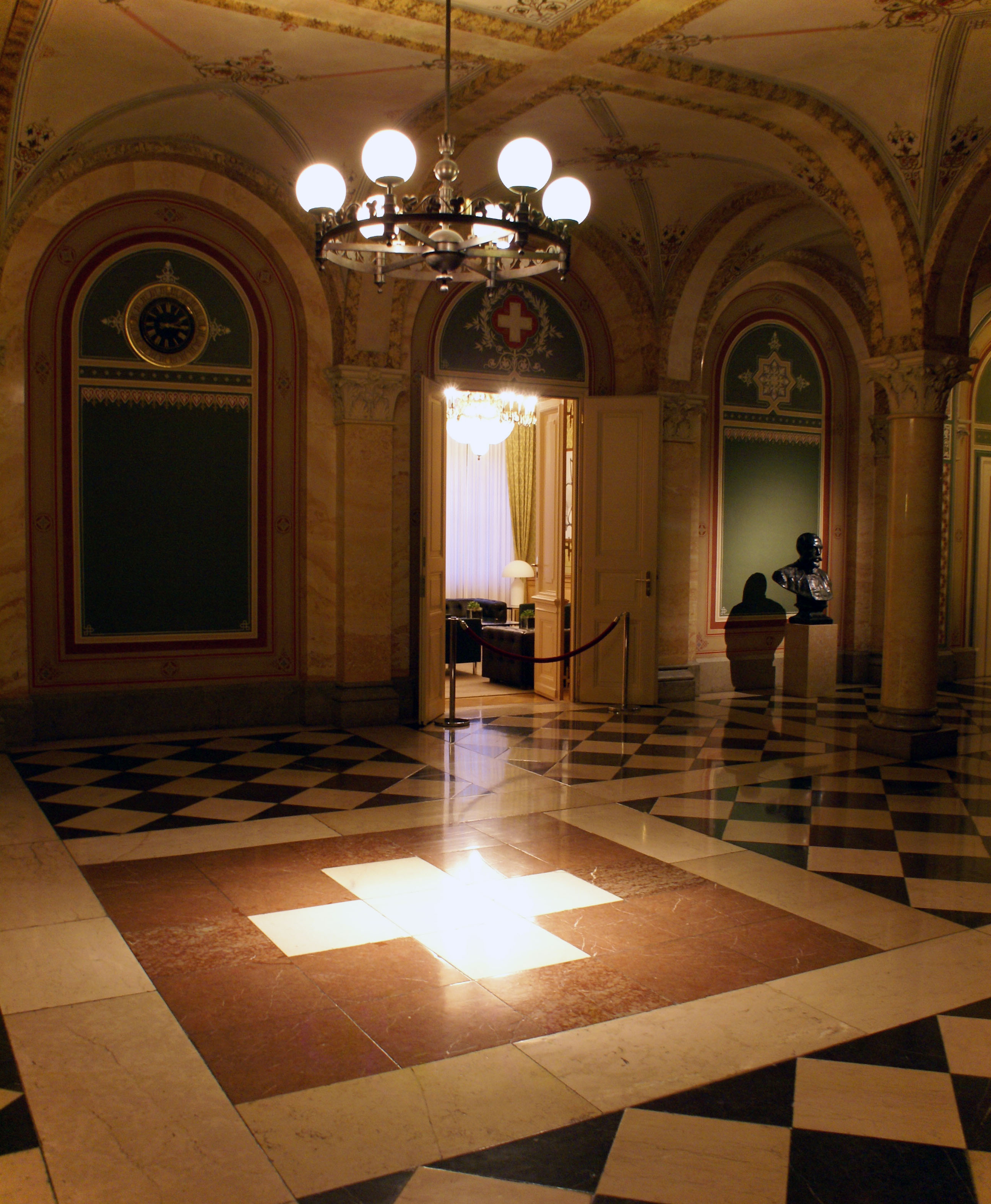
Зала в західному крилі.
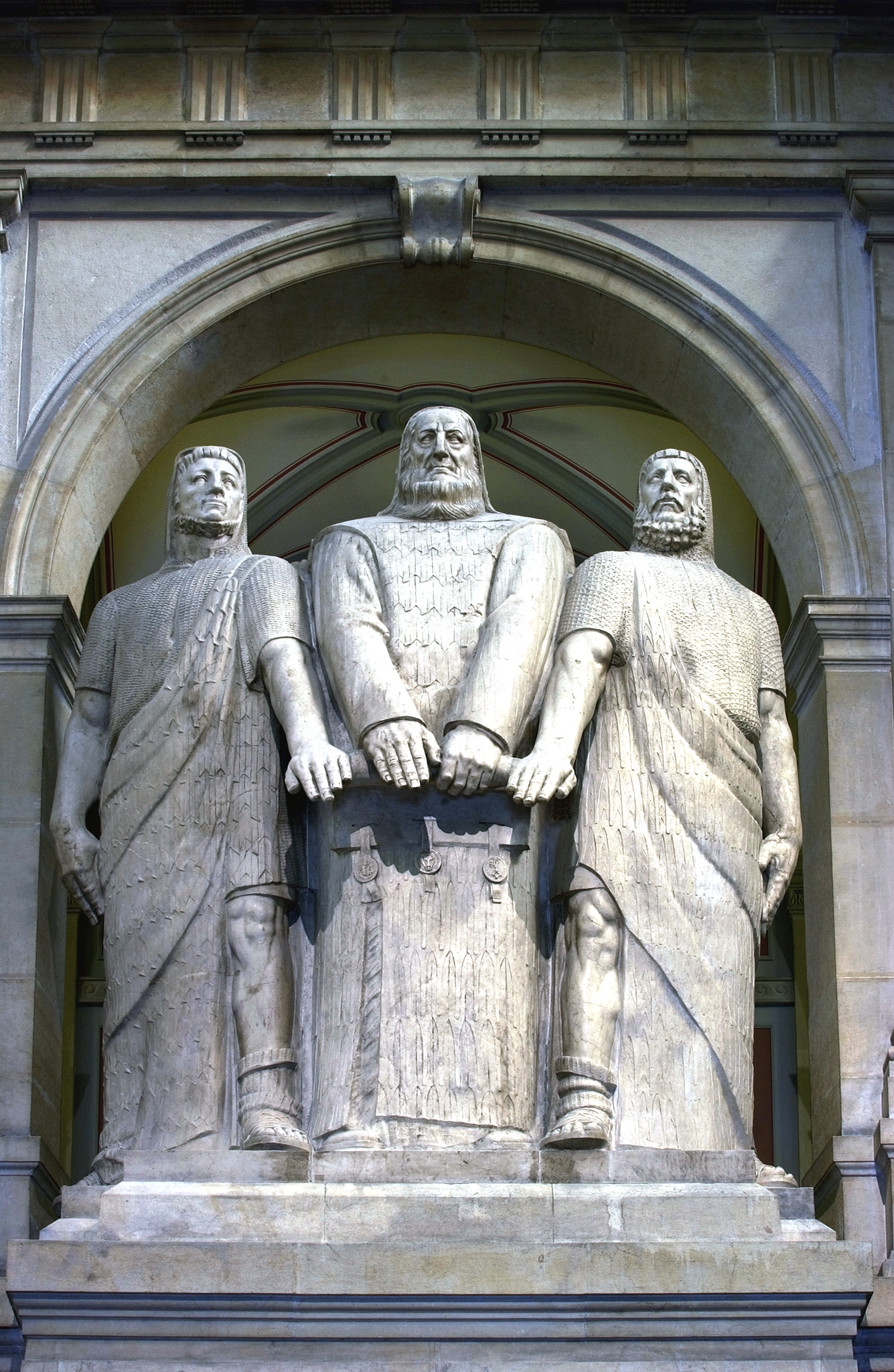
Скульптура «Три конфедерати».